# Armand Auguste Caqué
Pour les articles homonymes, voir Caqué.
 (mai 2012).
Si vous disposez d'ouvrages ou d'articles de référence ou si vous connaissez des sites web de qualité traitant du thème abordé ici, merci de compléter l'article en donnant les références utiles à sa vérifiabilité et en les liant à la section « Notes et références ».
Armand Auguste Caqué, né à Saintes (Charente-Inférieure) le 24 janvier 1795 et mort à Paris le 31 décembre 1881, est un médailleur français.

## Biographie
Armand Auguste Caqué est l'un des médailleurs officiels de l'empereur Napoléon III. Ses médailles sont signées « Caqué f. » et quelquefois sa signature est suivie de la mention « Graveur de S. M. l'Empereur ».

## Œuvres
Après avoir produit un grand nombre de médailles sous les Bourbons, Caqué est mandaté par Marie-Thérèse de France (1778-1851) pour exécuter la fameuse Galerie numismatique des rois de France, ensemble de 74 médailles qu'il expose au Salon de 1836 à 1839.
Il réalise les médailles de l'ordre de la Couronne de chêne du Luxembourg.

Œuvres d'Armand Auguste Caqué
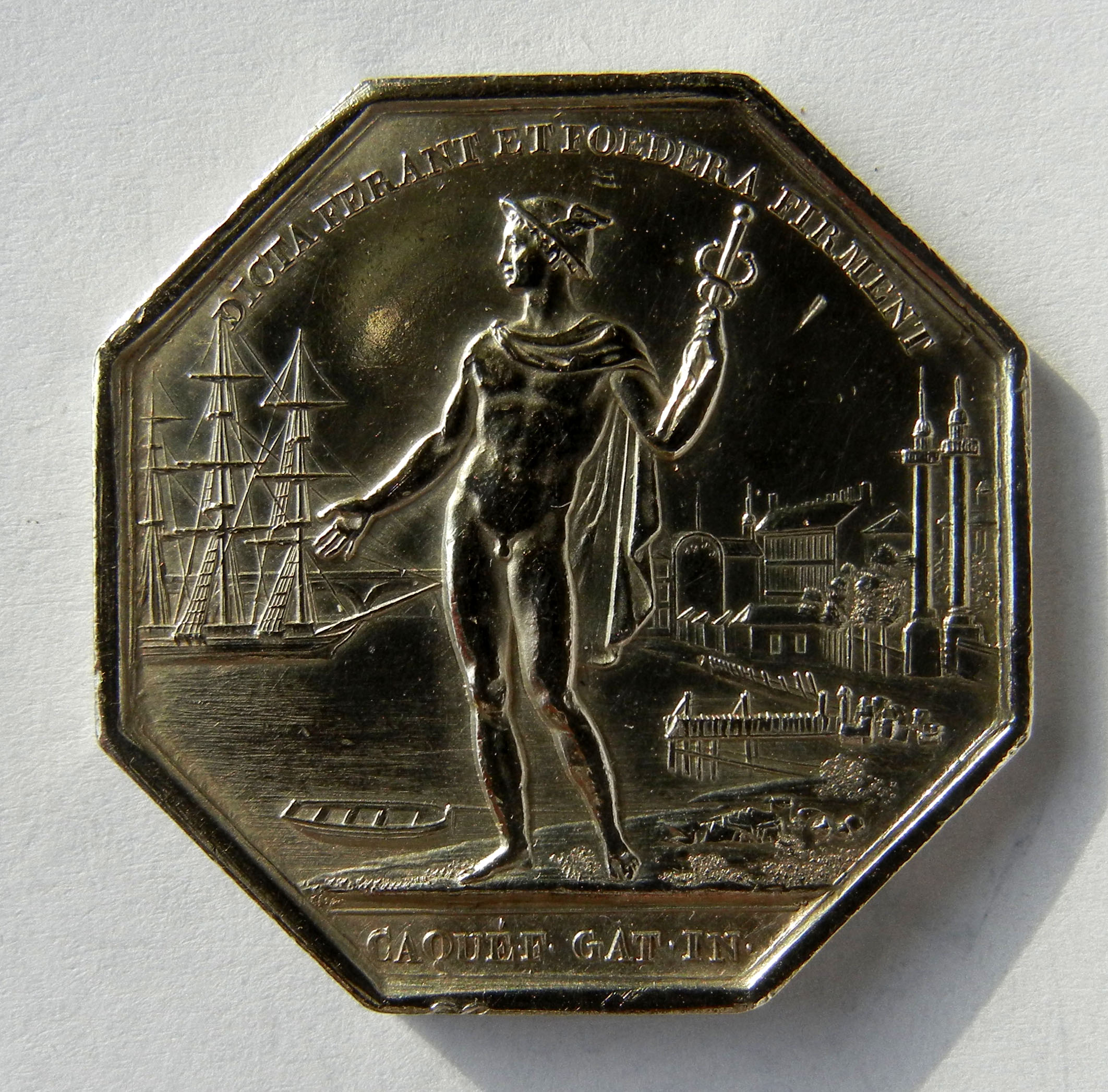
Courtiers de commerce de la ville de Bordeaux (1833), médaille en argent, avers.
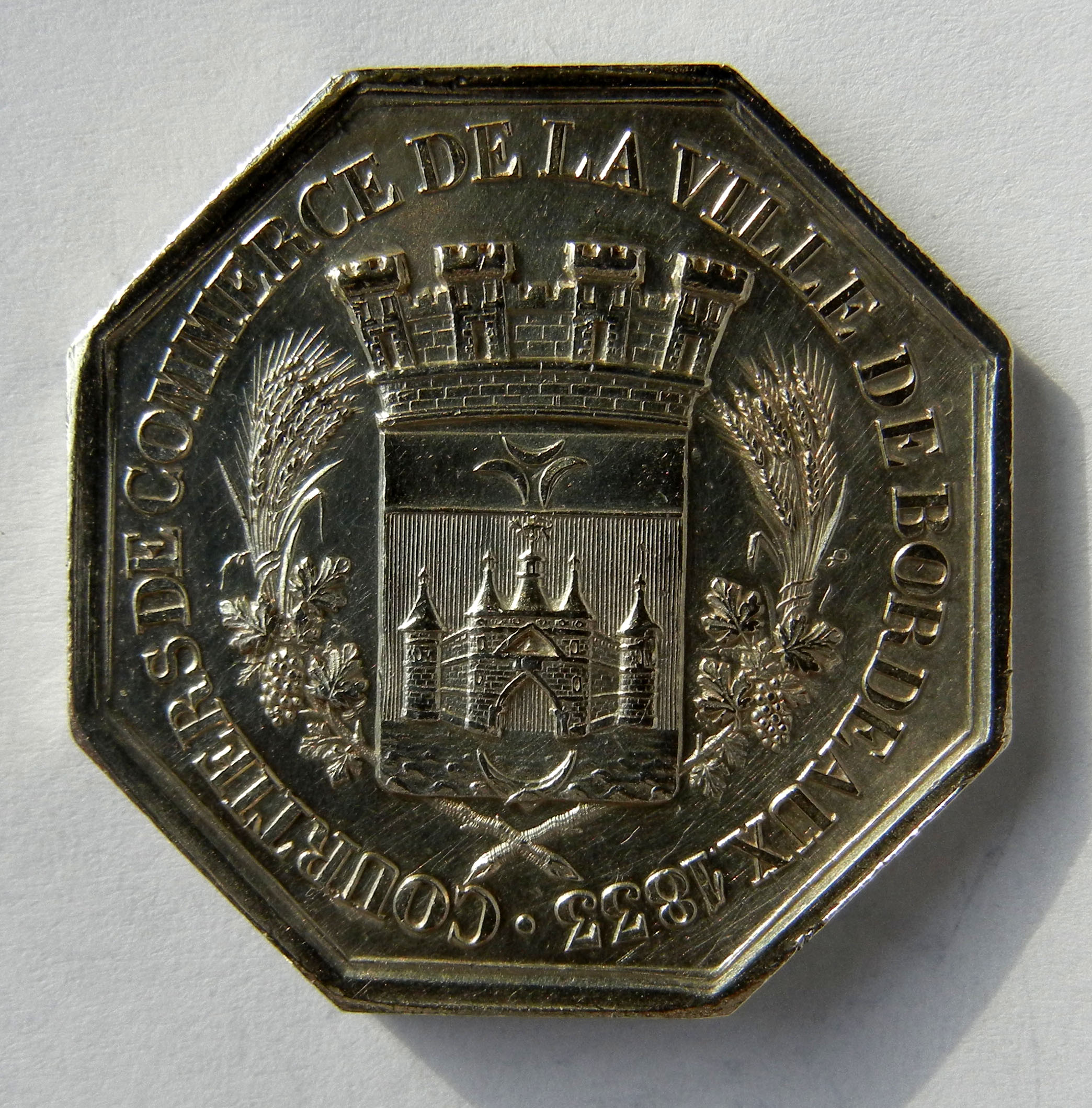
Courtiers de commerce de la ville de Bordeaux (1833), médaille en argent, revers.
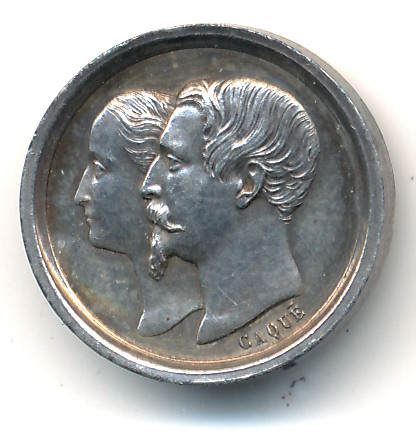
Médaille du baptême du Prince impérial, 1856, avers.
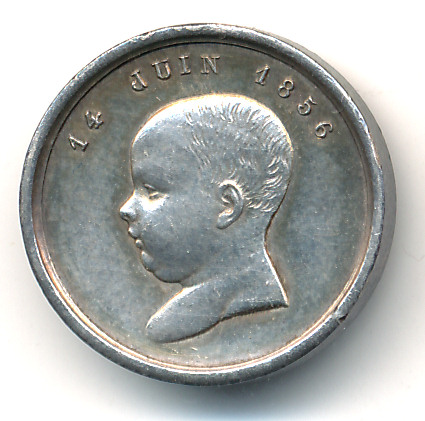
Médaille du baptême du Prince impérial, 1856, revers.
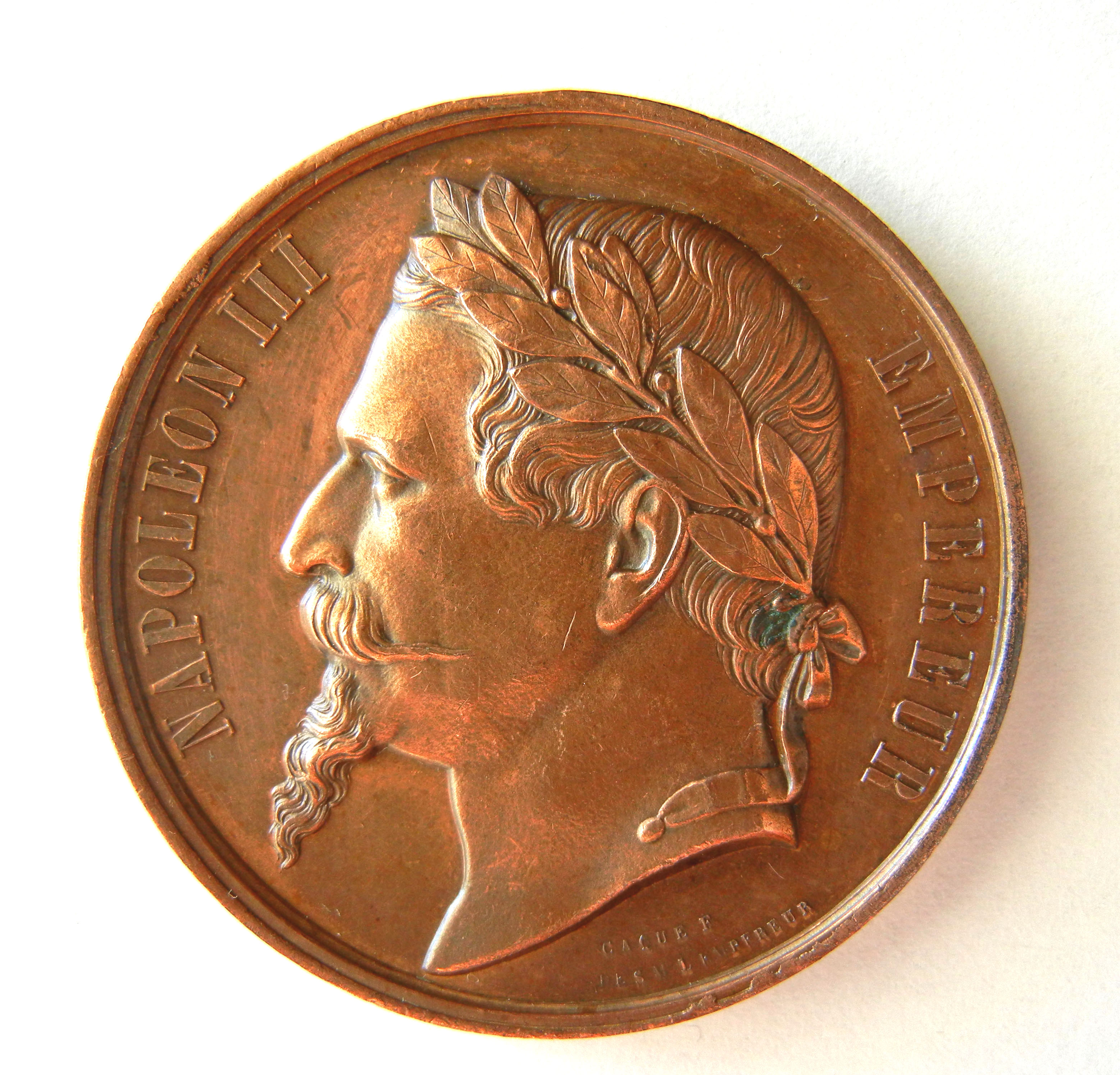
Napoléon III empereur, Lycée impérial Louis-le-Grand (1862), avers.
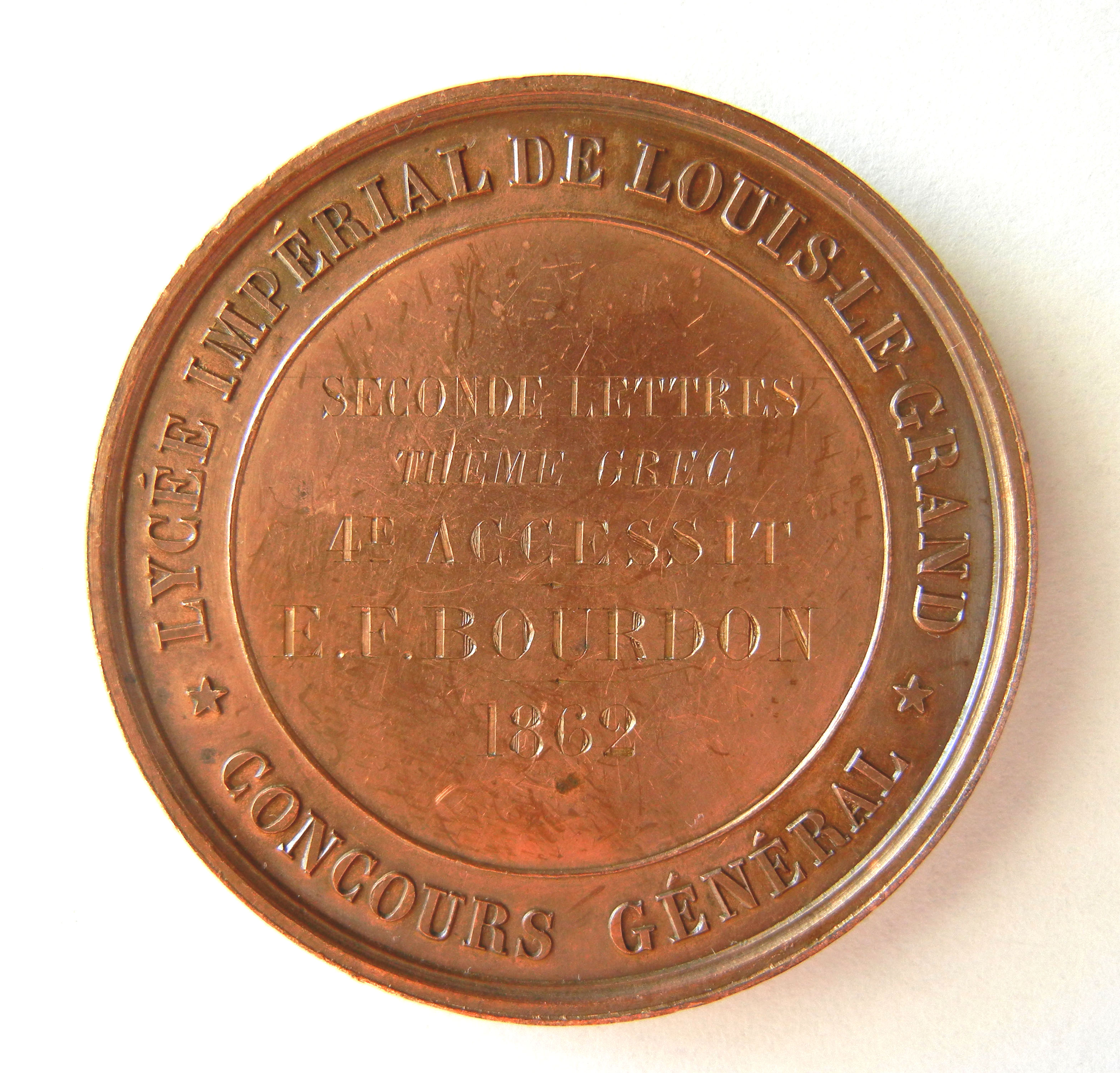
Napoléon III empereur, Lycée impérial Louis-le-Grand (1862), revers.
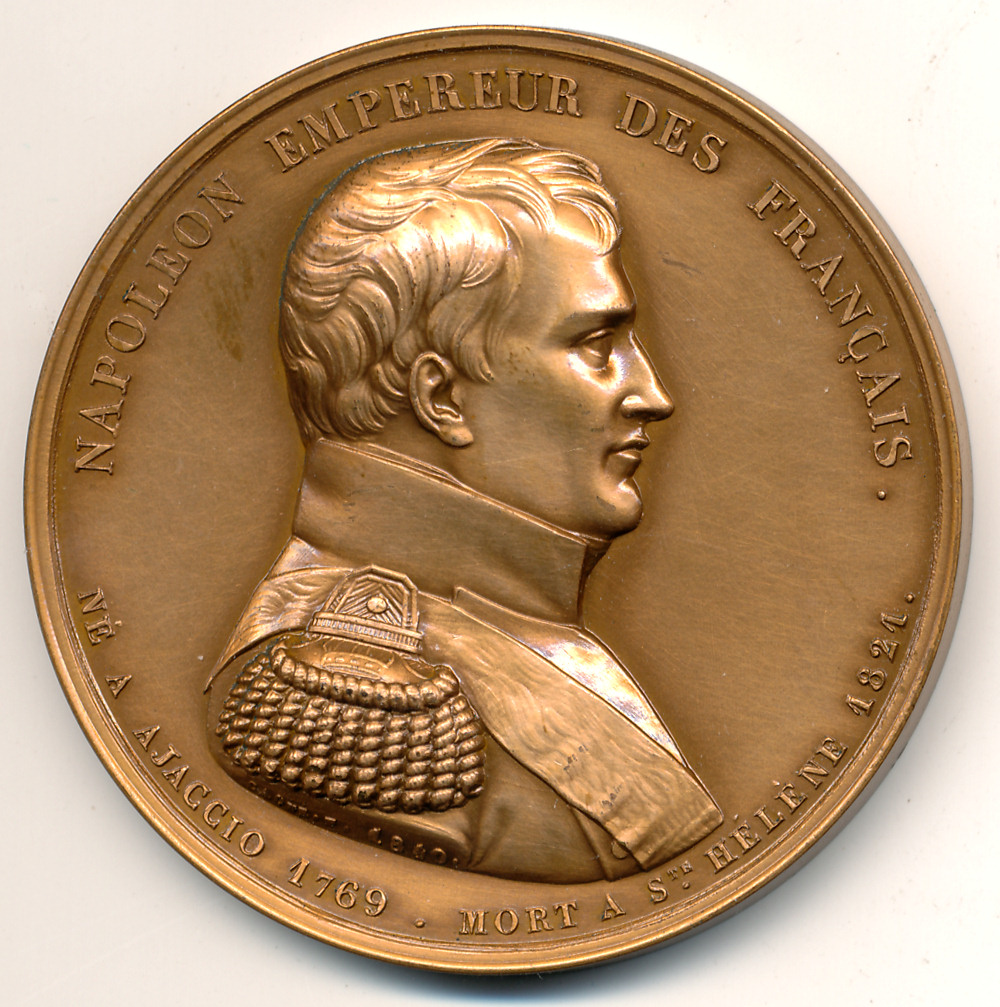
Médaille gravée en 1840 pour le retour des cendres de l'empereur, bronze, 52 mm.
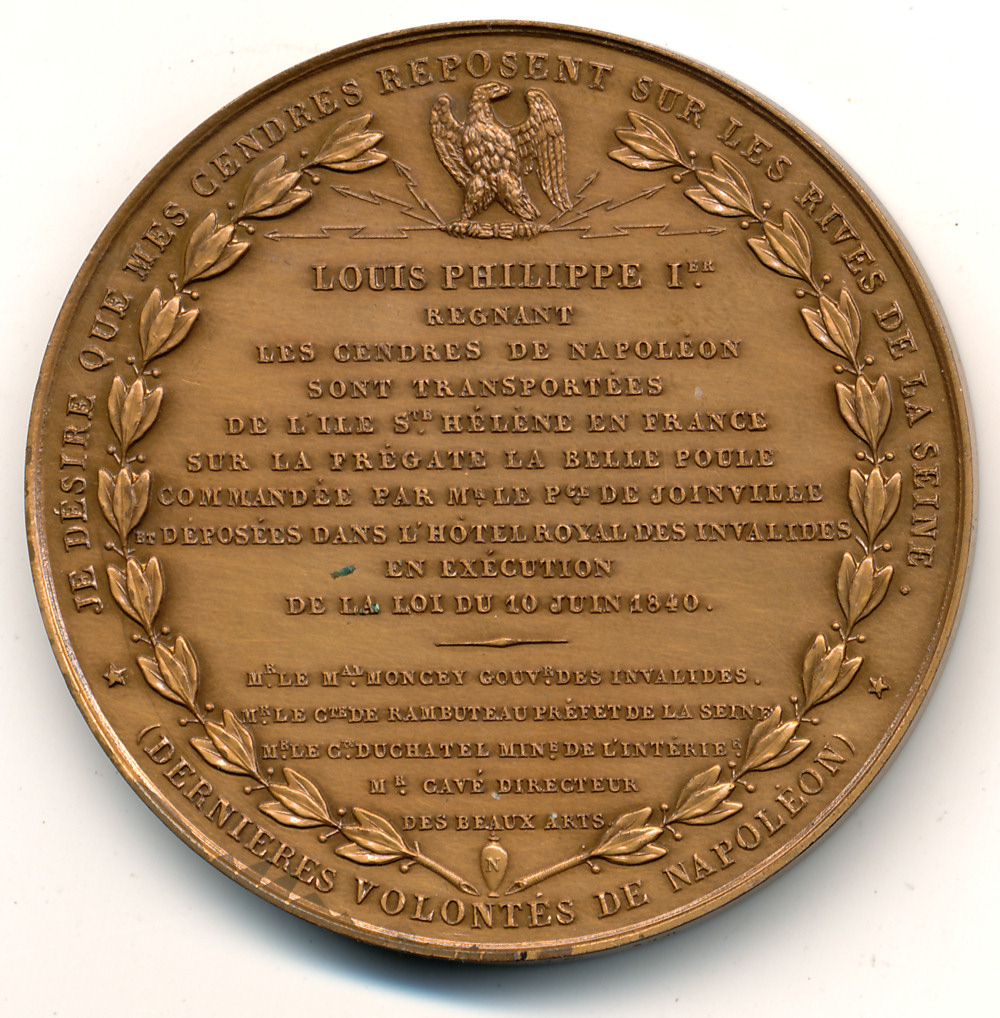
Revers de la médaille du retour des cendres.
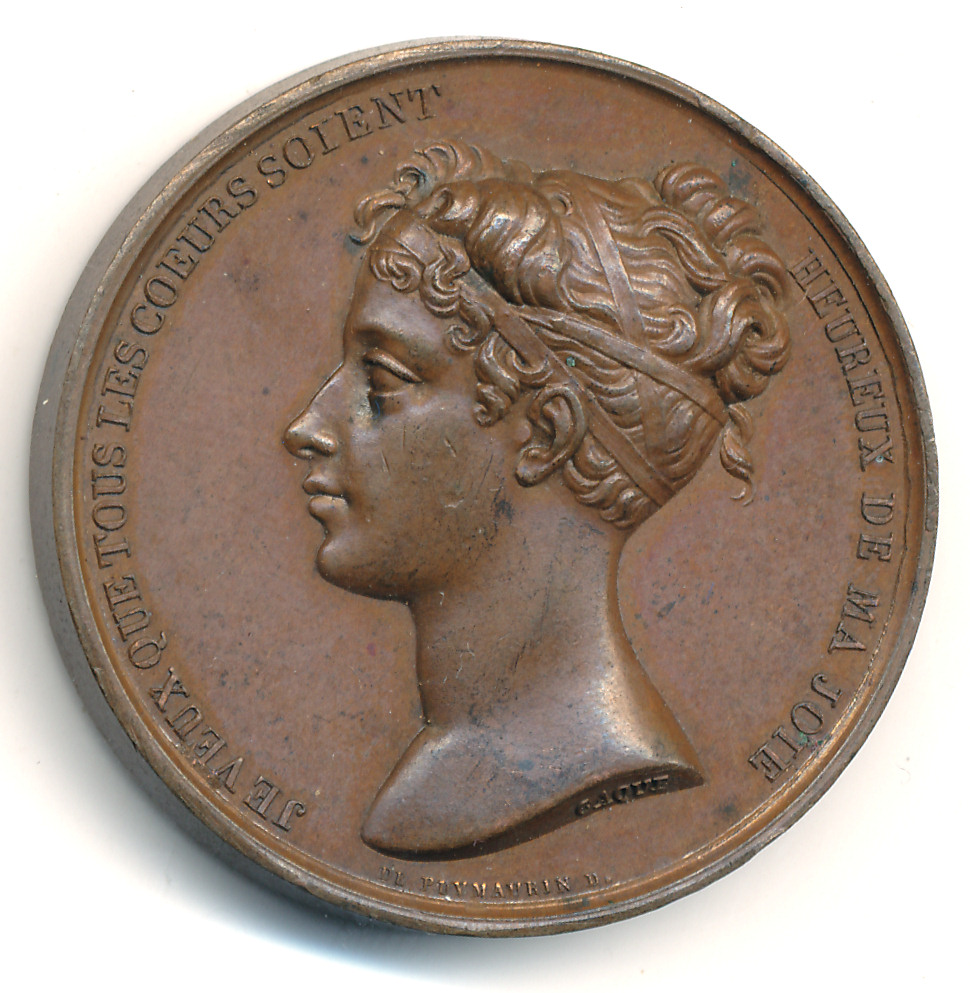
Médaille pour le baptême du Duc de Bordeaux, portrait de la Duchesse de Berry, bronze, 38 mm, avers.
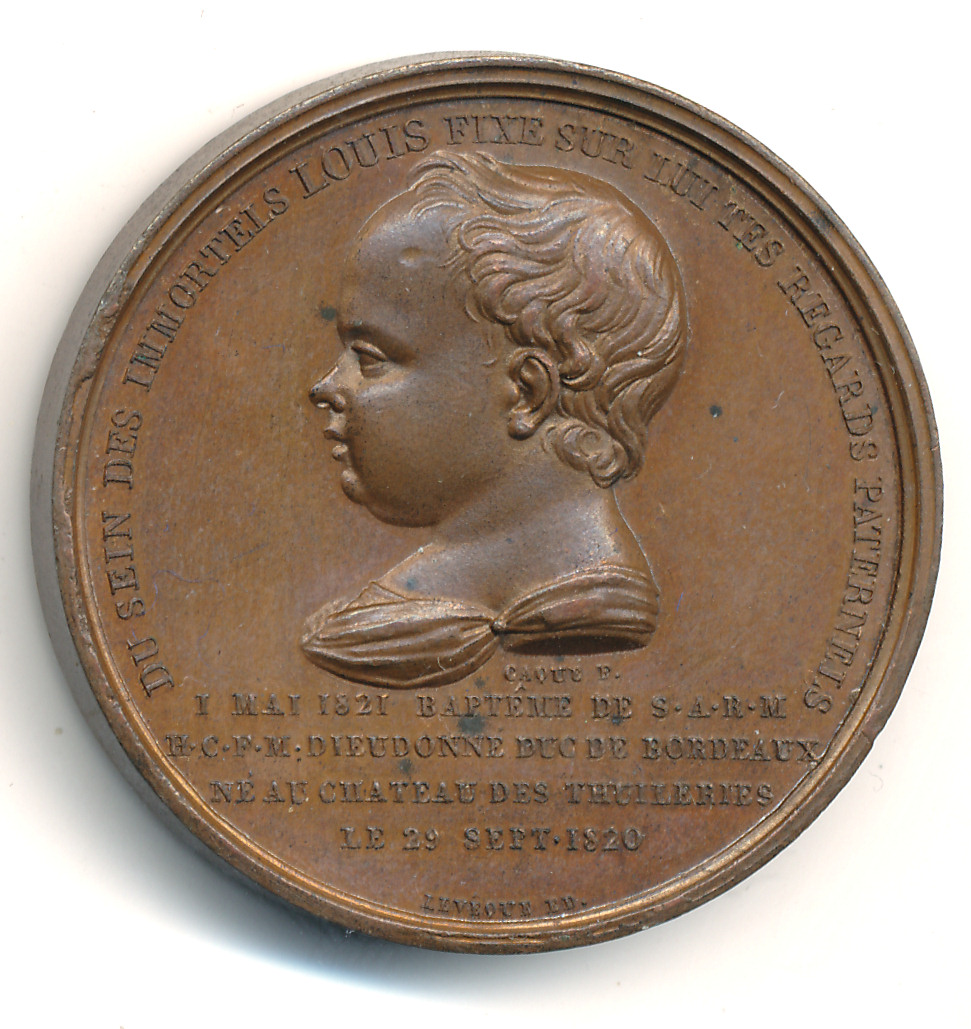
Médaille pour le baptême du Duc de Bordeaux, revers.
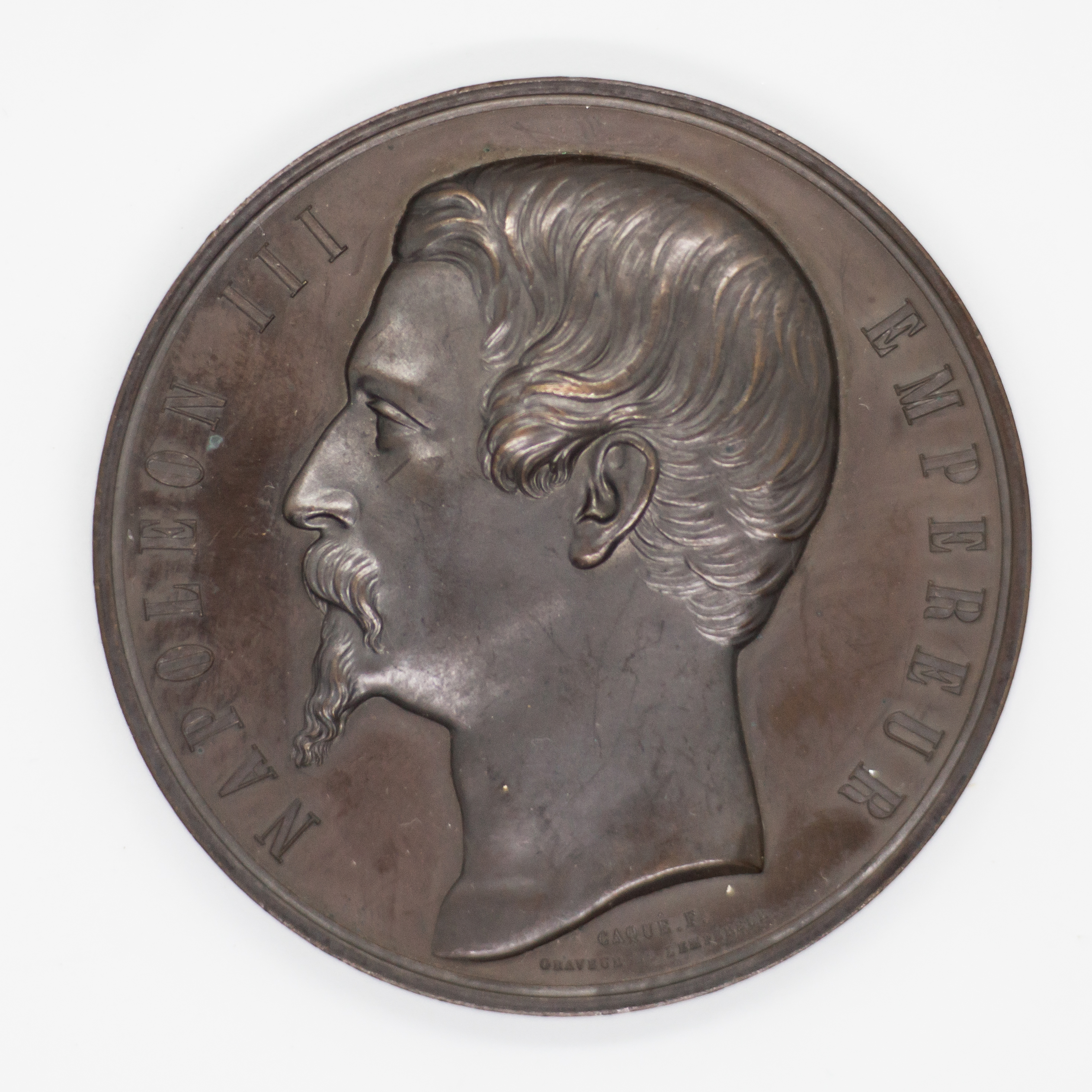
Napoléon III, avers.
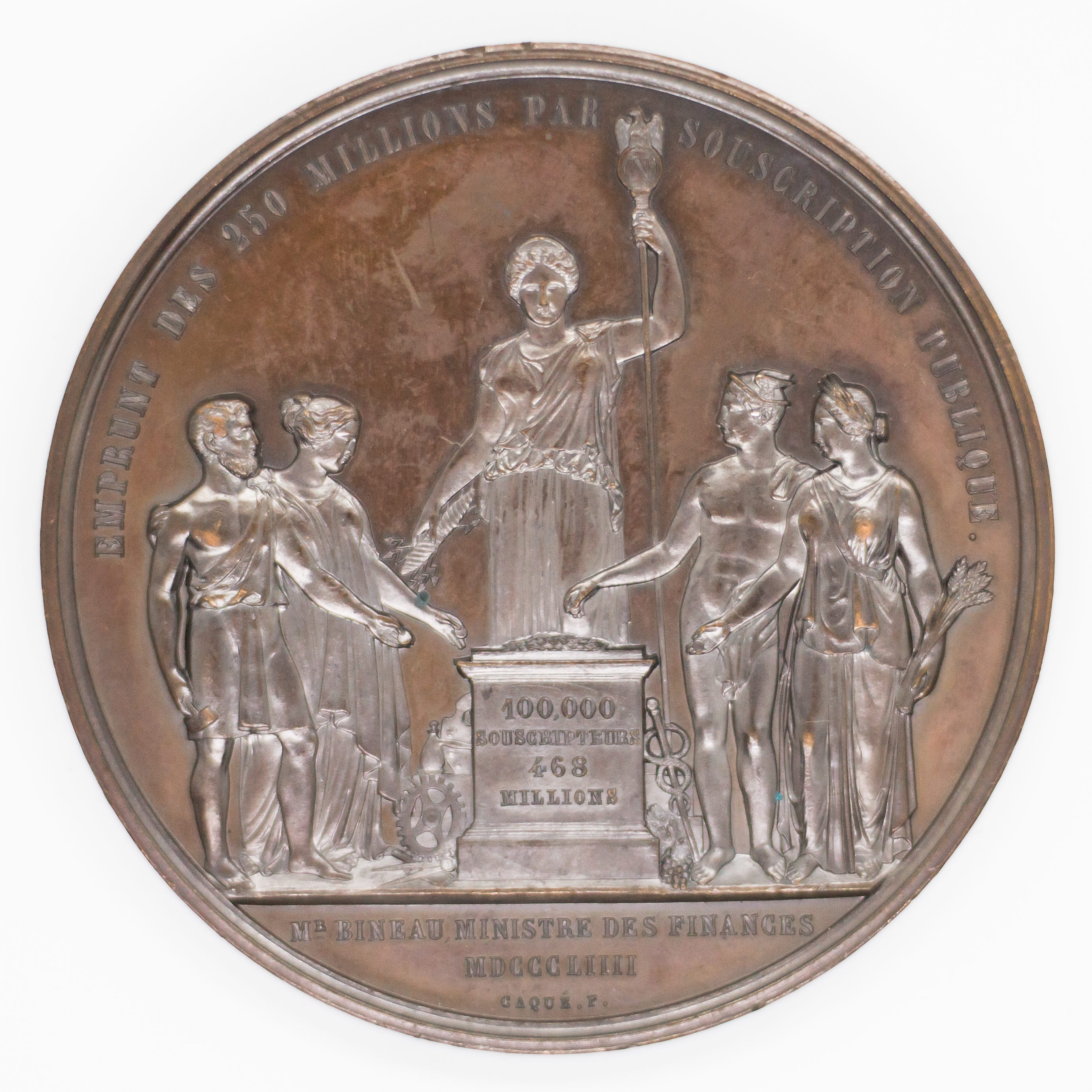
Revers de la médaille Napoléon III.
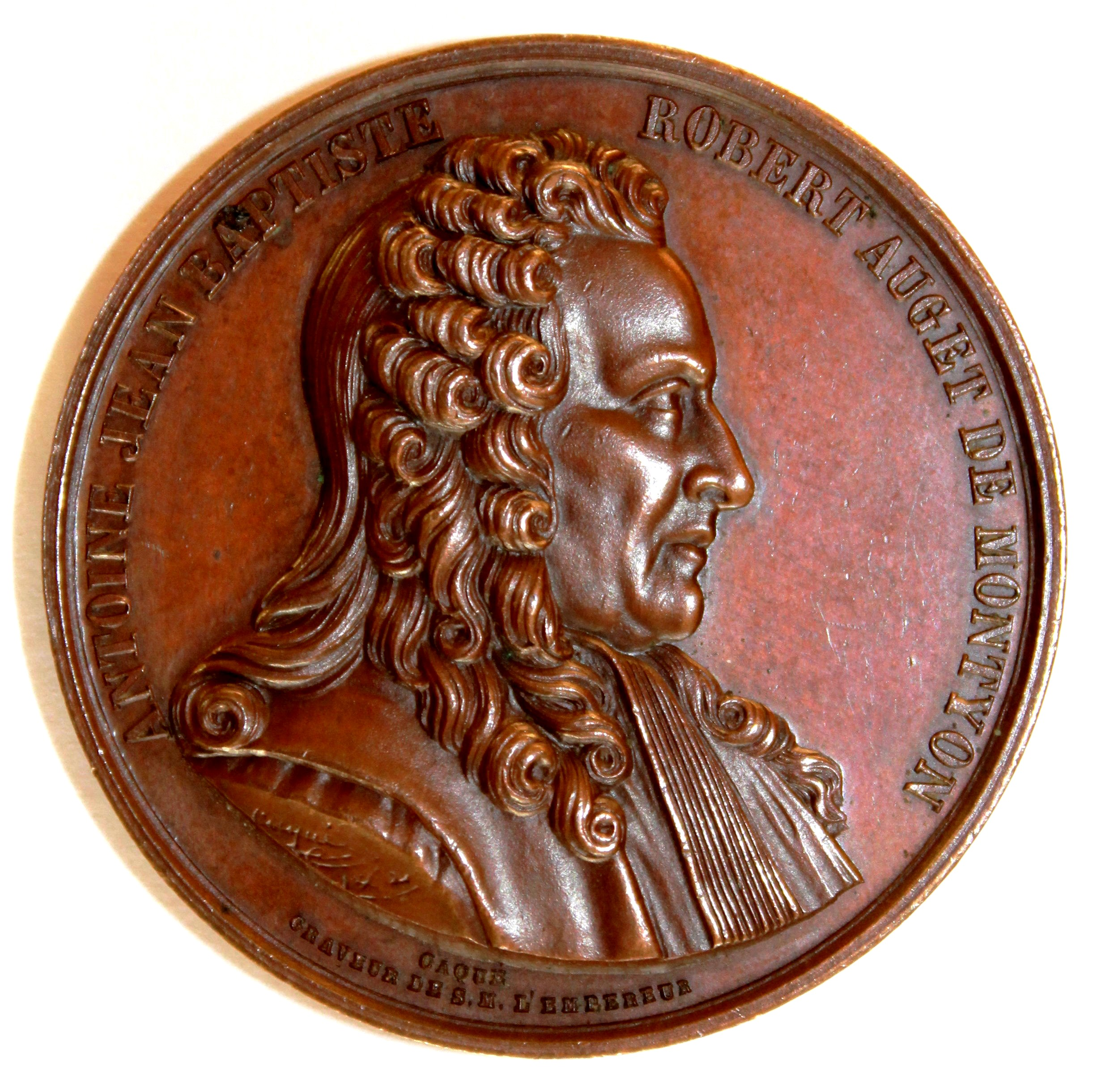
Jean-Baptiste de Montyon, avers.
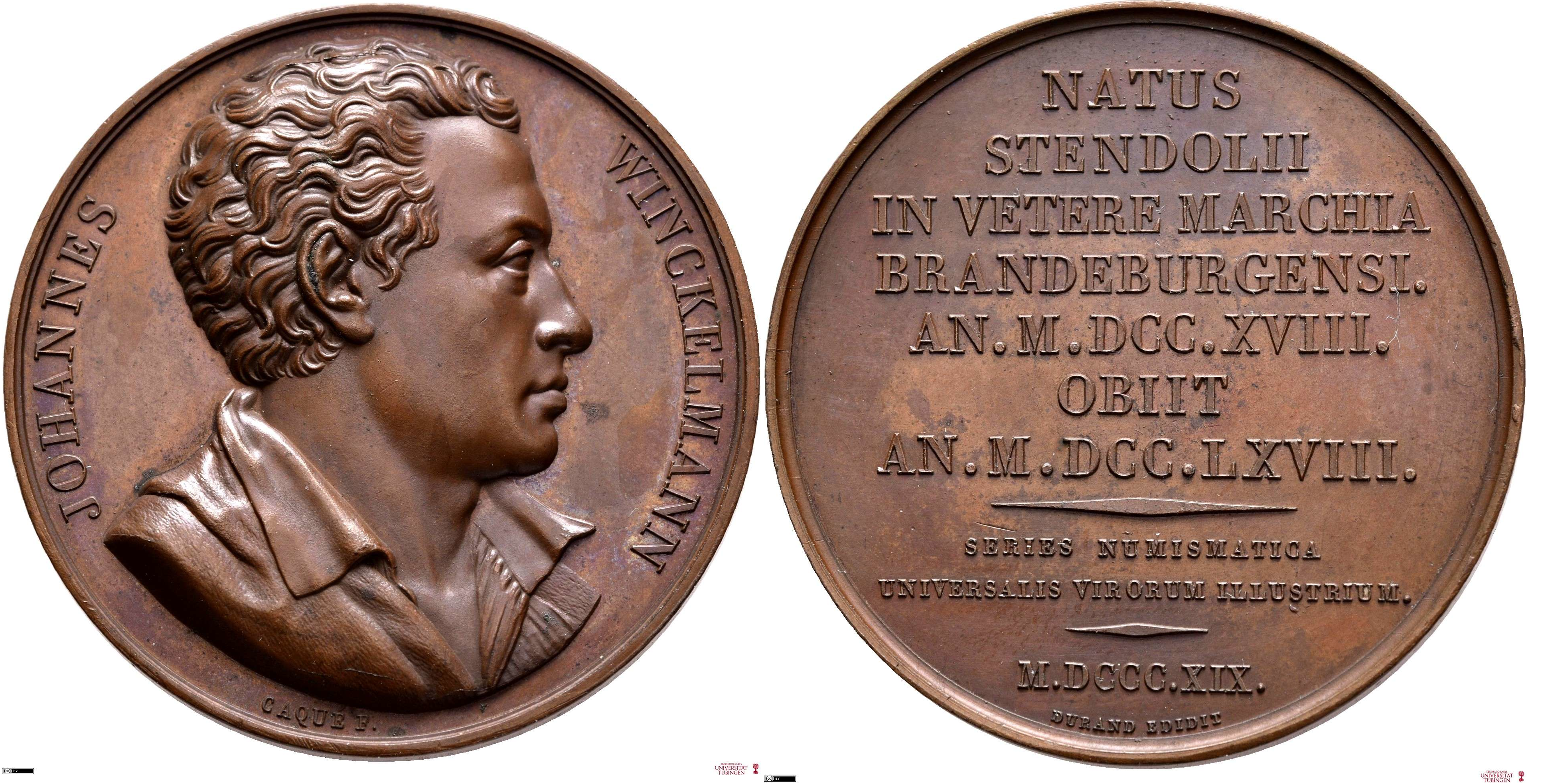
Médaille pour Winckelmann gravée en 1819